# Sazanami (tàu khu trục Nhật) (1931)
Sazanami (tiếng Nhật: 漣) là một tàu khu trục hạng nhất của Hải quân Đế quốc Nhật Bản, thuộc lớp Fubuki bao gồm hai mươi bốn chiếc, được chế tạo sau khi Chiến tranh Thế giới thứ nhất kết thúc. Khi được đưa vào hoạt động, những con tàu này là những tàu khu trục mạnh mẽ nhất thế giới. Chúng phục vụ như những tàu khu trục hàng đầu trong những năm 1930, và tiếp tục là những vũ khí lợi hại trong cuộc Chiến tranh Thái Bình Dương. Sazanami là một cựu binh từng tham gia một số trận chiến trong những năm đầu của chiến tranh trước khi bị tàu ngầm Mỹ USS Albacore đánh chìm gần Yap vào ngày 14 tháng 1 năm 1944 trong Chiến tranh Thế giới thứ hai.

## Thiết kế và chế tạo
Việc chế tạo lớp tàu khu trục Fubuki tiên tiến được chấp thuận vào năm tài chính 1923 như một phần của chương trình có tham vọng cung cấp cho Hải quân Đế quốc Nhật Bản một ưu thế về chất lượng so với những tàu chiến hiện đại nhất của thế giới. Khả năng thể hiện của lớp Fubuki là một bước nhảy vọt so với các thiết kế tàu khu trục trước đó, nên chúng được gọi là các "tàu khu trục đặc biệt" (tiếng Nhật: 特型 - Tokugata). Kích thước lớn, động cơ mạnh mẽ, tốc độ cao, bán kính hoạt động lớn và vũ khí trang bị mạnh chưa từng có khiến cho các tàu khu trục này có được hỏa lực tương đương nhiều tàu tuần dương hạng nhẹ của hải quân các nước khác. Sazanami, được chế tạo tại Xưởng hải quân Maizuru, là chiếc thứ chín của một loạt tàu được cải tiến, bao gồm kiểu tháp pháo có thể nâng các khẩu pháo chính 127 mm (5 inch)/50 caliber Kiểu 3 lên một góc 75° so với nguyên thủy 40°, cho phép sử dụng chúng như pháo lưỡng dụng có thể chống lại máy bay.
Sazanami được đặt lườn vào ngày 21 tháng 2 năm 1930. Nó được hạ thủy vào ngày 6 tháng 6 năm 1931 và đưa ra hoạt động vào ngày 19 tháng 5 năm 1932. Nguyên được dự định mang số hiệu đơn giản là "Tàu khu trục số 53", nó được hoàn tất dưới tên gọi Sazanami.

## Lịch sử hoạt động
Khi hoàn tất, Sazanami được phân về Hải đội Khu trục 7 thuộc Hạm đội 2 Hải quân Đế quốc Nhật Bản. Trong cuộc Chiến tranh Trung-Nhật, từ năm 1937, Sazanami hỗ trợ cho các cuộc đổ bộ lực lượng Nhật Bản lên Thượng Hải và Hàng Châu. Từ năm 1940, nó được phân công tuần tra dọc theo bờ biển và hỗ trợ cho việc đổ bộ lên miền Nam Trung Quốc, và sau đó là việc chiếm đóng Đông Dương thuộc Pháp.
Vào lúc xảy ra cuộc tấn công Trân Châu Cảng, Sazanami được phân về Khu trục đội 7 thuộc Không hạm đội 1 Hải quân Đế quốc Nhật Bản, và đã được bố trí từ Căn cứ Không lực Hải quân Tateyama vào lực lượng đánh phá đảo san hô Midway vào giai đoạn mở màn của cuộc chiến tranh.
Sazanami nằm trong thành phần hộ tống cho các tàu sân bay Hiryū và Sōryū trong cuộc không kích xuống Ambon. Sau đó nó nằm trong thành phần hộ tống cho các tàu tuần dương Nachi và Haguro trong cuộc tấn công của lực lượng Nhật Bản nhằm chiếm đóng Đông Ấn thuộc Hà Lan. Vào ngày 2 tháng 3, trong trận chiến biển Java Sea, Sazanami đã trợ giúp vào việc đánh chìm tàu ngầm USS Perch. Nó quay trở về Xưởng hải quân Yokosuka để sửa chữa vào cuối tháng 3.
Vào cuối tháng 4, Sazanami hộ tống cho tàu sân bay Shōhō đi đến Truk, rồi sau đó gia nhập lực lượng của Đô đốc Takeo Takagi tham gia Trận chiến biển Coral. Lúc kết thúc trận chiến, nó đã vớt 225 người còn sống sót, rồi quay trở về Yokosuka ngang qua Saipan; và sau đó được cho đặt căn cứ tại Quân khu Bảo vệ Ōminato để tuần tra tại các vùng biển phía Bắc cho đến giữa tháng 7. Ngày 14 tháng 7, Sazanami được điều về Hạm đội Liên hợp, và đã hộ tống thiết giáp hạm Yamato và tàu sân bay Taiyō trong trận chiến Đông Solomon vào ngày 24 tháng 8. Trong suốt tháng 9, Sazanami được phân công nhiều chuyến đi vận chuyển "Tốc hành Tokyo" đến nhiều địa điểm khác nhau trong khu vực quần đảo Solomon.
Vào đầu tháng 10, Sazanami hộ tống tàu sân bay Taiyō bị hư hại quay trở về Xưởng hải quân Kure để sửa chữa, và bản thân nó cũng vào ụ nổi ở Xưởng hải quân Yokosuka để tái trang bị. Quay trở lại hoạt động vào ngày 1 tháng 11, nó tiếp tục phục vụ hộ tống cho Taiyō và sau đó là với tàu sân bay Unyō cho đến tháng 2 năm 1943. Cho đến tháng 8 năm 1943, Sazanami tiếp tục phục vụ như là tàu hộ tống cho Unyō và Taiyō đi lại giữa Yokosuka và Truk cùng Kavieng. Nó là soái hạm của Chuẩn Đô đốc Matsuji Ijuin trong trận chiến ngoài khơi Horaniu, nơi nó bảo vệ cho lực lượng binh lính đổ bộ lênVella Lavella. Sau khi giúp triệt thoái các lực lượng Nhật Bản còn sống sót tại Rekata vào cuối tháng, Sazanami quay trở lại vai trò hộ tống cho nhiều tàu sân bay khác nhau cho đến cuối năm 1943.
Vào ngày 1 tháng 1 năm 1944, Sazanami được phân về Hạm đội 5 Hải quân Đế quốc Nhật Bản. Vào ngày 12 tháng 1, Sazanami khởi hành từ Rabaul gia nhập một đoàn tàu vận tải chở dầu từ Palau đến Truk. Nó trúng phải ngư lôi phóng từ tàu ngầm USS Albacore, và bị chìm cách 550 km (300 hải lý) về phía Đông Nam Yap, ở tọa độ 05°15′B 141°15′Đ / 5,25°B 141,25°Đ. Trong số thủy thủ đoàn, 153 người đã thiệt mạng, và 89 người còn sống sót được tàu khu trục chị em Akebono cứu vớt.
Ngày 10 tháng 3 năm 1944, Sazanami được rút khỏi danh sách Đăng bạ Hải quân.

## Danh sách thuyền trưởng
- Thiếu tá Keizo Sato (sĩ quan trang bị trưởng): 15 tháng 11 năm 1931 - 23 tháng 4 năm 1932
- Đại úy Yusuke Yamada (sĩ quan trang bị trưởng): 23 tháng 4 năm 1932 - 19 tháng 5 năm 1932
- Đại úy Yusuke Yamada: 19 tháng 5 năm 1932 - 25 tháng 5 năm 1933; thăng Thiếu tá 1 tháng 12 năm 1932
- Trung tá Keizo Sato: 25 tháng 5 năm 1933 - 30 tháng 9 năm 1933
- Thiếu tá Shakao Sakiyama: 30 tháng 9 năm 1933 - 15 tháng 11 năm 1935; thăng Trung tá 15 tháng 11 năm 1933
- Trung tá Tamekiyo Oda: 15 tháng 11 năm 1935 - 1 tháng 12 năm 1936
- Trung tá Yoshito Miyasaka: 1 tháng 12 năm 1936 - 1 tháng 12 năm 1937
- Thiếu tá Takeo Okayama: 1 tháng 12 năm 1937 - 10 tháng 9 năm 1938
- Thiếu tá Yoshio Kawashima: 10 tháng 9 năm 1938 - 15 tháng 12 năm 1938
- Trung tá Yoshishige Amaya: 15 tháng 12 năm 1938 - 1 tháng 11 năm 1939
- Trung tá Yoshio Inoue: 1 tháng 11 năm 1939 - 1 tháng 11 năm 1940
- Thiếu tá Chishiro Tsunoda: 1 tháng 11 năm 1940 - 10 tháng 11 năm 1941
- Thiếu tá Hiroshi Uwai: 10 tháng 11 năm 1941 - 20 tháng 7 năm 1942
- Thiếu tá Akiji Suga: 20 tháng 7 năm 1942 - 20 tháng 10 năm 1942
- Thiếu tá Kozou Hiroshi: 20 tháng 10 năm 1942 - 25 tháng 8 năm 1943
- Thiếu tá Yoshiro Horiuchi: 25 tháng 8 năm 1943 - 10 tháng 1 năm 1944
- Thiếu tá Masao Hashimoto: 10 tháng 1 năm 1944 - 14 tháng 1 năm 1944